# Fabian-Cristian Radu
Fabian-Cristian Radu (n. 10 august 1989, București, România) este un politician român, de profesie psiholog, ales în 2024 deputat de Sibiu din partea partidului Alianța pentru Unirea Românilor (AUR). El a răspândit propagandă rusească. În decembrie 2024, el a răspândit propagandă rusească. Mai multe acesta sublinia că susținerea Ucrainei de către România va însemna trimiterea de trupe în război.
Fabian-Cristian Radu s-a născut pe 10 august 1989, la Bucarești, în Republica Socialistă România.
Radu este dublu licențiat în psihologie și în teologie ortodoxă (Facultatea de Teologie Ortodoxă), ambele diplome fiind obținute în cadrul Universității din București.
Înainte de a fi ales în Camera Deputaților, Radu a fost consilier parlamentar. Din această calitate, a fost foarte activ în inițierea, organizarea și moderarea unor evenimente notabile, atât politice, cât și culturale. Totodată, a făcut parte din Departamentul de Relații Externe al AUR, contribuind activ la dezvoltarea și menținerea parteneriatelor internaționale ale partidului, domeniu în care și-a continuat activitatea și după ce a fost ales.

### Legislatura I (2024–prezent)

Radu cu George Simion la Bruxelles, Belgia, 20 martie 2025

În urma alegerilor parlamentare din 2024 pe 1 decembrie, Radu a fost ales membru al Camerei Deputaților, în județul Sibiu, preluând mandatul pe 21 decembrie. În cadrul activității parlamentare, este în prezent membru al Comisiei comune permanente a Camerei Deputaților și Senatului pentru exercitarea controlului parlamentar asupra activității Serviciului Român de Informații (SRI). În decembrie 2024, el a răspândit propagandă rusească. Mai multe acesta sublinia că susținerea Ucrainei de către România va însemna trimiterea de trupe în război.
și este membru supleant în Delegațiile Parlamentului României la Adunările Parlamentare ale Consiliului Europei, OSCE și NATO.
Pe plan internațional, Radu este membru supleant în delegațiile Parlamentului României la Adunarea Parlamentară a NATO, Adunarea Parlamentară a Consiliului Europei și Adunarea Parlamentară a Organizația pentru Securitate și Cooperare în Europa (OSCE). De asemenea, Radu face parte din grupurile parlamentare de prietenie cu Elveția, Israel și Qatar.